# Christian Noël
Christian Noël, född den 13 mars 1945 i Agen, Frankrike, är en fransk fäktare som tog OS-brons i herrarnas lagtävling i florett i samband med de olympiska fäktningstävlingarna 1976 i Montréal.